# Томаринська сільська рада
Тома́ринська сільська́ ра́да — адміністративно-територіальна одиниця та орган місцевого самоврядування в Бериславському районі Херсонської області. Адміністративний центр — село Томарине.

## Загальні відомості
Томаринська сільська рада утворена в 1956 році.
- Територія ради: 76,952 км²
- Населення ради: 912 особи (станом на 2001 рік)

## Населені пункти
Сільській раді підпорядковані населені пункти:
- с. Томарине

## Склад ради
Рада складається з 12 депутатів та голови.
- Голова ради: Римашевська Віра Кирилівна
- Секретар ради: Тишковець Аліна Володимирівна

### Керівний склад попередніх скликань
| Прізвище, ім'я, по батькові | Основні відомості                                                                       | Дата обрання | Дата звільнення |
| --------------------------- | --------------------------------------------------------------------------------------- | ------------ | --------------- |
| Хома Любов Анатоліївна      | Сільський голова, 1955 року народження                                                  | 26.03.2006   | 31.10.2010      |
| Римашевська Віра Кирилівна  | Сільський голова, 1966 року народження, освіта середня спеціальна, член Партії регіонів | 31.10.2010   |                 |

Примітка: таблиця складена за даними сайту Верховної Ради України

### Депутати
За результатами місцевих виборів 2010 року депутатами ради стали:

#### За суб'єктами висування
| Суб'єкт висування           | Кількість обраних депутатів | %    |
| --------------------------- | --------------------------- | ---- |
| Партія регіонів             | 8                           | 66,7 |
| Комуністична партія України | 2                           | 16,7 |
| Єдиний Центр                | 1                           | 8,3  |
| Самовисування               | 1                           | 8,3  |

#### За округами
| № округу                    | Прізвище, ім'я, по батькові      | Дата визнання обраним | Освіта  | Партійна приналежність            | Відомості про обраного депутата                                 |
| --------------------------- | -------------------------------- | --------------------- | ------- | --------------------------------- | --------------------------------------------------------------- |
| Єдиний Центр                |                                  |                       |         |                                   |                                                                 |
| 8                           | Колосова Валентина Володимирівна | 01.11.2010            | вища    | член Єдиного Центру               | Томаринська загальноосвітня школа, вчитель                      |
| Комуністична партія України |                                  |                       |         |                                   |                                                                 |
| 3                           | Венгеловська Наталія Анатоліївна | 01.11.2010            | вища    | член Комуністичної партії України | Томаринська загальноосвітня школа, вчитель                      |
| 11                          | Ручка Сергій Миколайович         | 01.11.2010            | середня | член Комуністичної партії України | тимчасово не працює                                             |
| Партія регіонів             |                                  |                       |         |                                   |                                                                 |
| 1                           | Дем'янчук Галина Богданівна      | 01.11.2010            | вища    | член Партії регіонів              | Томаринський дошкільний навчальний заклад, завідувач            |
| 2                           | Римашевська Тетяна Георгіївна    | 01.11.2010            | середня | член Партії регіонів              | Томаринський дошкільний навчальний заклад, завгосп              |
| 5                           | Дудар Марія Іванівна             | 01.11.2010            | середня | член Партії регіонів              | Томаринська сільська рада, інспектор військово-облікового столу |
| 6                           | Павлович Михайло Васильович      | 01.11.2010            | середня | член Партії регіонів              | Приватне фермерське господарство с. Томарине, фермер            |
| 7                           | Рубець Інеса Василівна           | 01.11.2010            | вища    | член Партії регіонів              | Томаринська сільська рада, головний бухгалтер                   |
| 9                           | Лайчук Іван Григорович           | 01.11.2010            | середня | член Партії регіонів              | тимчасово не працює                                             |
| 10                          | Хандучка Віра Степанівна         | 01.11.2010            | вища    | член Партії регіонів              | Томаринська загальноосвітня школа, директор                     |
| 12                          | Лобанова Ольга Михайлівна        | 29.07.2012            | вища    | член Партії регіонів              | Томаринська сільська рада, секретар виконкому                   |
| Самовисування               |                                  |                       |         |                                   |                                                                 |
| 4                           | Івлєва Наталія Сергіївна         | 01.11.2010            | середня | позапартійна                      | тимчасово не працює                                             |